# Jorge Iván Argiz
Jorge Iván Argiz Reboiro es un editor y crítico de cómic español, nacido en Monforte de Lemos (Lugo) en 1974, aunque desplazado a Avilés (Asturias) lo bastante joven para considerarse a sí mismo un "asturiano nacido en Galicia".

## Biografía
Jorge Iván Argiz participó, y posteriormente dirigió, el fanzine "Dentro de la viñeta" en 1993., que posteriormente fue convertido en revista codirigida por él mismo y que llevó reconocimientos como el de Mejor revista sobre cómic del Salón del Cómic de Barcelona en el año 2000, y que vio 26 números editados antes de poner fin a su andadura. El nombre fue heredado del programa de radio homónimo que, sobre cómic, nació en Radio Activa Avilés de la mano de Pablo González y JIS a los que posteriormente, y durante varios años, reemplazó un equipo formado por el propio Jorge Iván Argiz, José Alfonso Cobo y, durante unos programas, Kike González. Tras una etapa en la que fue el programa líder de audiencia de la emisora, el programa pasó a emitirse durante dos años en Radio Gozón, para después poner fin a su andadura.
Junto a Andrea Parissi, y Ángel de la Calle fundó las Jornadas del Cómic Villa de Avilés en 1996, que siguen realizándose en la actualidad con Germán Menéndez en lugar de Andrea,  y junto a Andrea Parissi la editorial Dude Comics en 1998, que es el principal germen de la mayoría de editoriales de cómic independientes españolas, como con frecuencia han reconocido muchas de ellas. 
Con Cristina Macía funda el festival sobre la creación de género Celsius 232, al que se suma Diego García Cruz como tercer director a partir de su segunda edición en el 2013, que ocupa unos días del verano avilesino, desde 2012 y que también sigue realizándose en la actualidad. 
Desde 2012 es el programador y subdirector del Festival Internacional de Cine de Gijón.